# In agro dominico

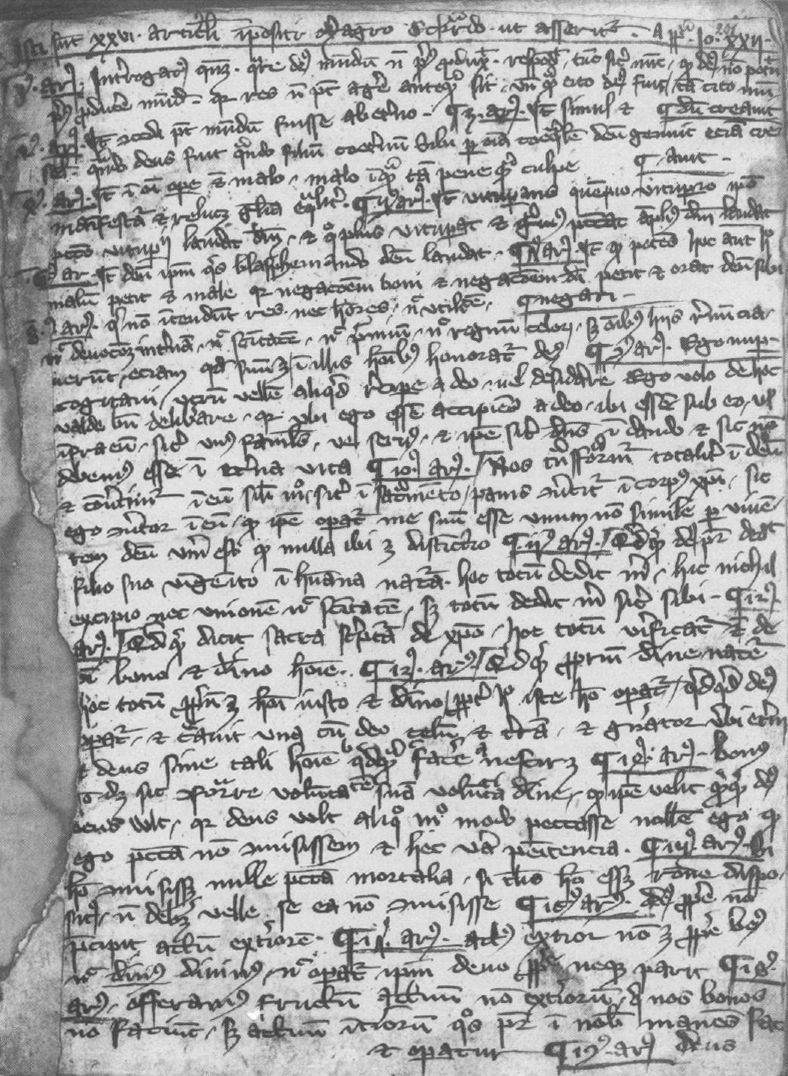
Die Bulle In agro dominico. Abschrift in Mainz, Stadtbibliothek, Handschrift I 151, Blatt 201r. (14. Jahrhundert)

In der Bulle In agro dominico („Im Acker des Herrn“) vom 27. März 1329 verurteilte Papst Johannes XXII. 28 Lehrsätze von Meister Eckhart. Damit endete das Inquisitionsverfahren gegen Eckhart, der schon vor der Veröffentlichung der Bulle gestorben war. Der Papst bezeichnete die Lehrsätze als teils häretisch (irrig, mit der Rechtgläubigkeit unvereinbar), teils häresieverdächtig. Die Bulle bewirkte, dass die Lehren Eckharts im Spätmittelalter und in der Frühen Neuzeit in weiten Kreisen generell als häretisch oder zumindest problematisch galten.

## Inhalt
Die Bulle beginnt mit einer Narratio, in der schwere Vorwürfe gegen Eckhart erhoben werden. Der Papst stellt fest, ein gewisser aus Deutschland stammender Eckhart, der angeblich Doktor und Professor der Heiligen Schrift sei, habe mehr wissen wollen, als nötig war. Er habe sich von der Wahrheit abgewandt und Erfindungen zugewandt, da er vom Teufel verführt worden sei. Durch sein Verschulden seien auf dem Acker der Kirche Unkraut, schädliche Disteln und Giftpflanzen gewachsen. Mit seinen Predigten habe er das einfache Volk verführt und den wahren Glauben vernebelt.
Als Ergebnis der kirchlichen Untersuchung wird in der Bulle verkündet, dass 26 von Eckharts Lehrsätzen sowie zwei weitere, die ihm zugeschrieben wurden, verwerflich seien. Siebzehn Sätze seien ohne jede Einschränkung als häretisch zu bezeichnen. Die übrigen elf seien überaus übelklingend und sehr kühn und der Häresie verdächtig, sie könnten aber, wenn man viele Erläuterungen und Ergänzungen hinzufüge, einen katholischen Sinn ergeben. Die Bulle zählt die 28 Lehrsätze auf, aufgeteilt in drei Gruppen: erst fünfzehn häretische Sätze, dann elf häresieverdächtige und zum Schluss zwei häretische, aber nicht mit Sicherheit von Eckhart stammende. Der Papst geht auf den Inhalt der einzelnen Sätze nicht ein und begründet seine Bewertungen nicht. Er gibt auch nicht an, welchen Predigten und Schriften Eckharts die Sätze entnommen sind. Er teilt aber mit, er habe die Sätze durch viele Doktoren der heiligen Theologie sowie durch das Kardinalskollegium prüfen lassen und habe sie auch selbst untersucht. Dabei sei man einhellig zum Ergebnis gekommen, dass die Sätze Irrtum „oder“ Häresie enthielten. Durch diese Formulierung mit „oder“ deutet der Papst die Möglichkeit an, dass Eckhart guten Glaubens irrte und daher nicht als Häretiker handelte, das heißt nicht bewusst von der kirchlichen Lehre abwich.
Johannes XXII. erklärt, er wolle verhindern, dass die Irrlehren weiterhin die Herzen der Einfältigen ansteckten. Daher verurteile er die Lehrsätze sowie alle Schriften, in denen auch nur einer der Sätze enthalten sei. Jedem, der die verurteilten Sätze vertritt oder verteidigt, droht der Papst ein Häresieverfahren an. Abschließend teilt er mit, Eckhart habe vor seinem Tod alle seine beanstandeten Lehren pauschal verworfen und widerrufen, insoweit ihnen ein häretischer Sinn beigelegt werden könne. Eckharts Vorbehalt „hinsichtlich jenes Sinnes“ (lateinisch quantum ad illum sensum) lässt erkennen, dass er inhaltlich an den Sätzen festhielt und sie weiterhin als wahr betrachtete. Er distanzierte sich nur von möglichen häretischen Fehldeutungen seiner Aussagen. Trotz dieses Vorbehalts gibt sich der Papst in der Bulle mit Eckharts Erklärung zufrieden und verurteilt nur die Sätze als häretisch bzw. häresieverdächtig, ohne dabei Eckhart selbst als Häretiker zu verdammen. Er betont, Eckhart habe sich dem päpstlichen Urteil unterworfen und sei als rechtgläubiger Katholik gestorben.
Die verurteilten Sätze stammen teils aus deutschen Predigten Eckharts, teils aus seinen lateinischen Werken. Die deutschen Texte sind in der Bulle in lateinischer Übersetzung wiedergegeben.

## Rezeption
Das Original der Bulle blieb bei den Akten des Inquisitionsverfahrens. Es befindet sich noch heute im Vatikanischen Archiv.
Am 15. April 1329 befahl Papst Johannes XXII. dem Kölner Erzbischof Heinrich II. von Virneburg, die Bulle „In agro dominico“ in seiner Kirchenprovinz zu veröffentlichen. Diese umfasste außer dem Erzbistum Köln die Bistümer Lüttich, Utrecht, Münster und Minden, d. h. den ganzen niederdeutsch-niederländischen Raum. Nach heutigem Forschungsstand wurde die Publikation der Bulle nicht, wie man früher meinte, auf die Kirchenprovinz Köln beschränkt, vielmehr wurde sie auch in anderen nordwesteuropäischen Kirchenprovinzen verkündet.

## Textausgabe
- Bernhard Geyer, Loris Sturlese u. a. (Hrsg.): Meister Eckhart: Die lateinischen Werke. Band 5: Magistri Echardi opera Parisiensia. Tractatus super oratione dominica. Responsio ad articulos sibi impositos de scriptis et dictis suis. Acta Echardiana. Kohlhammer, Stuttgart 2006, ISBN 3-17-001086-7, S. 596–600 (kritische Ausgabe)